# الكسندر إس. وادزورث
الكسندر إس. وادزورث (بالإنجليزية: Alexander S. Wadsworth)‏ هو ضابط أمريكي، ولد في 1790 في بورتلاند في الولايات المتحدة، وتوفي في 5 أبريل 1851 في واشنطن العاصمة في الولايات المتحدة.